# Luleå (commune)
Ne pas confondre avec Lülle, commune rurale d’Estonie.
La commune de Luleå (en finnois Luulaja) est une commune de Suède dans le comté de Norrbotten. 75 921 personnes y vivent. Son siège se trouve à Luleå.

## Localités principales
- Alvik
- Antnäs
- Bensbyn
- Bergnäset
- Ersnäs
- Gammelstad
- Luleå
- Måttsund
- Råneå
- Rutvik
- Södra Sunderbyn